# Dornier Do 28
Дорнье До 28 (нем. Dornier Do 28) — двухмоторный немецкий многоцелевой самолёт короткого взлёта и посадки, выпускаемый авиастроительной компанией «Dornier Flugzeugbau GmbH» с 1959 года.

## Описание
Самолёт Dornier Do 28 разрабатывался немецкими авиастроителями как многоцелевое воздушное судно, в первую очередь предназначающееся для Военно-воздушных сил Германии. Однако в конечном счёте этот летательный аппарат, в том числе и после ряда проделанных усовершенствований, стал эксплуатироваться и в коммерческой сфере гражданской авиации, в том числе для перевозки и транспортировки грузов, осуществления пассажироперевозок и т. п.

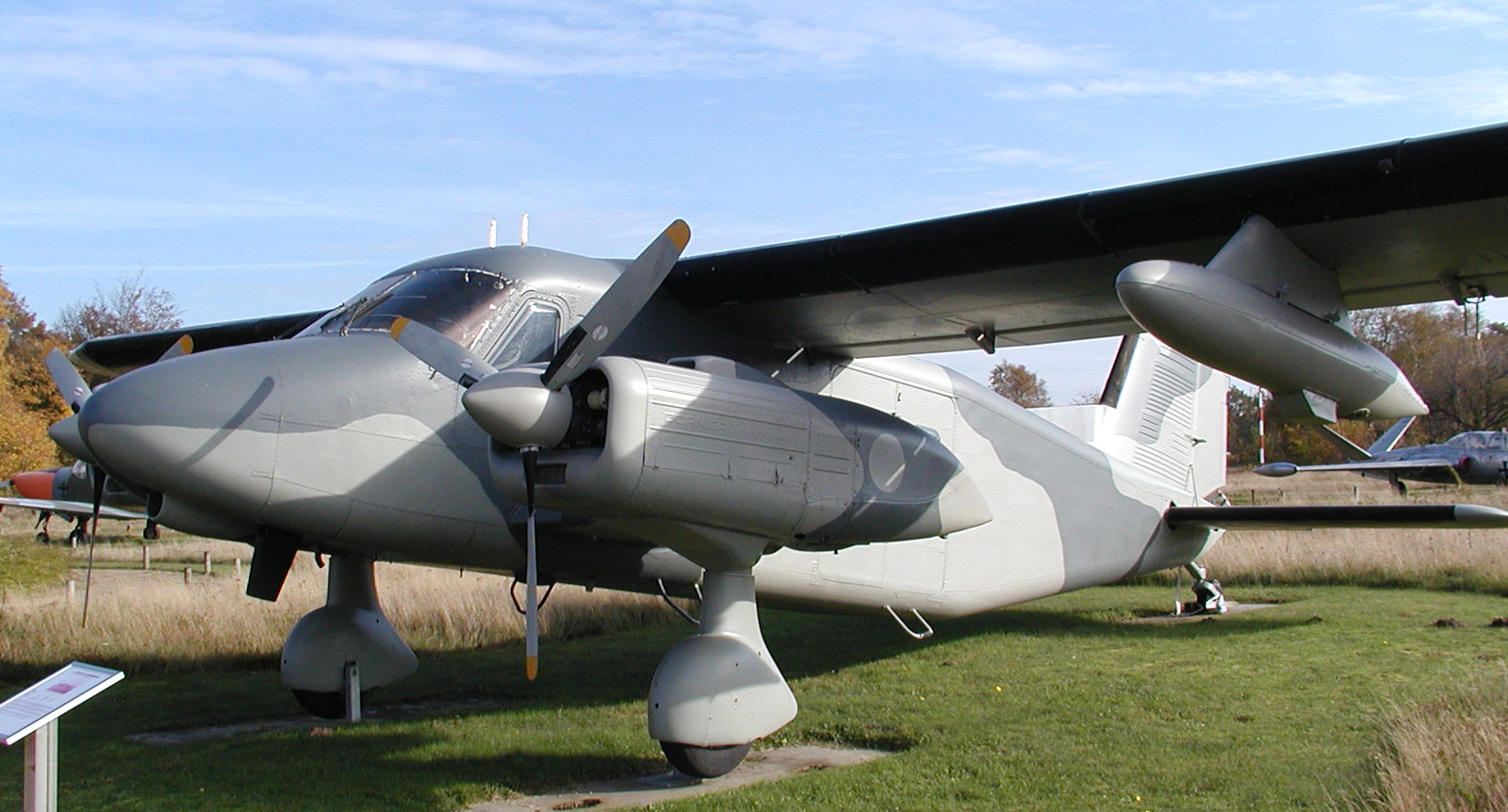
Dornier Do 28

Конструкция самолёта Dornier Do 28 основана на военной модели самолёта Dornier Do 27, однако немецкие авиастроители коренным образом оптимизировали конструкцию летательного аппарата, установили на самолёт два мощных поршневых авиадвигателя, расширили внутреннее пространство самолёта, сделав его пригодным для большинства целей, преследуемых гражданской авиацией.
Свой первый полёт самолёт Dornier Do 28 совершил в конце апреля 1959 года, при этом воздушное судно практически сразу же было запущено в серийное производство, которое, благодаря высокой популярности, продолжалось до конца 1980-х годов.
На базе первой версии было создано большое количество модификаций, часть из которых уже прекратила использоваться, а другая часть продолжает эксплуатироваться и в настоящее время.

## Боевое применение
Применялся ВВС Израиля в Октябрьской войне 1973 года. 21 октября израильский Do.28A (р/н 16, с/н 3071) был сбит истребителем МиГ-21 ВВС Египта в районе египетского города Суэц. Все три члена экипажа были взяты египтянами в плен.

## Модификации
- Dornier Do 28 — первый прототип, оснащённый силовой установкой развивающей тягу в 360 л. с.;
- Dornier Do 28A-1 — улучшенная модификация с увеличенным по длине фюзеляжем, увеличенным размахом крыльев, а также, более мощной силовой установкой, состоящей из двух поршневых двигателей Lycoming O-540-A1A мощностью в 250 л. с. каждый. За весь период было построено 60 экземпляров;
- Dornier Do 28A-1-S — модификация, оснащённая возможностью совершения посадки на воду;
- Dornier Do 28B-1 — модифицированная версия с изменённым дизайном фюзеляжа, у дополнительными топливными баками. Оснащена двумя поршневыми авиадвигателями общей мощности в 580 л. с.;
- Dornier Do 28B-1-S — модифицированная версия с возможностью совершения посадки на воду;
- Dornier Do 28B-2 — специальная. Единичная версия, оборудованная турбированными авиадвигателями;
- Dornier Do 28C — восьмиместная версия с установленными турбовинтовыми авиадвигателями;
- Dornier Do 28D — модификация, с видоизменённым дизайном, расширенными крыльями, изменённой хвостовой частью и новой силовой установкой в виде двух поршневых двигателей развивающих тягу в 380 л. с. каждый;
- Dornier Do 28D-1 — улучшенная версия модификации Dornier Do 28D с расширенным размахом крыльев;
- Dornier Do 28D-2 — улучшенная версия Dornier Do 28D, с усиленным фюзеляжем и увеличенной максимальной взлётной массой;
- Dornier Do 28D-2/OU — специальная патрульная версия самолёта;
- Dornier Do 28D-2T — модификация для ВВС Германии;
- Dornier Do 28D-5X Turbo Skyservant — прототип самолёта с турбированной силовой установкой;
- Dornier Do 28D-6X Turbo Skyservant — прототип с турбовинтовыми авиадвигателями;
- Dornier Do 28E-TNT — прототип, впоследствии ставший базой для ряда пассажирский моделей самолётов этого немецкого авиапроизводителя;
- Dornier Do 28 G.92 — турбовинтовая версия самолёта, силовая установка которой развивает мощность в 900 л. с.;
- Dornier Do 128-2 — улучшенная и переработанная версия модификации Dornier Do 28D-2;
- Dornier Do 128-6 — производственная версия модификации Dornier Do 28D-6X Turbo Skyservant.

## Технические характеристики Dornier Do 28
- Экипаж: 1 человек (В зависимости от модификации);
- Пассажировместимость: 12 человек (В зависимости от модификации);
- Длина самолёта: 11,4 м. (В зависимости от модификации);
- Размах крыльев: 15,5 м. (В зависимости от модификации);
- Высота самолёта: 3,9 м. (В зависимости от модификации);
- Масса пустого самолёта: 2328 кг. (В зависимости от модификации);
- Полезная нагрузка: 1319 кг. (В зависимости от модификации);
- Максимальный взлётный вес: 3647 кг. (В зависимости от модификации);
- Крейсерская скорость: 306 км\ч. (В зависимости от модификации);
- Максимальная скорость полёта: 325 км\ч. (В зависимости от модификации);
- Максимальная дальность полёта: 1050 км. (В зависимости от модификации);
- Максимальная высота полёта: 7680 м. (В зависимости от модификации);
- Тип авиадвигателя: поршневой (В зависимости от модификации);
- Силовая установка: 2 × Lycoming IGSO-540-A1E (В зависимости от модификации);
- Мощность: 2 × 380 л. с. (В зависимости от модификации).

## Аварии и катастрофы
По состоянию на 21 июля 2020 года в авариях и катастрофах было потеряно 33 самолёта Dornier Do 28. При этом погибли 11 человек.